# Földeák vasútállomás
Földeák vasútállomás egy Csongrád-Csanád vármegyei vasútállomás, amit a MÁV üzemeltet. Személyszállítás nincs.

## Áthaladó vasútvonalak
A vasútállomást az alábbi vasútvonalak érintik:
- Tiszatenyő–Hódmezővásárhely–Makó-vasútvonal

## Kapcsolódó állomások
A vasútállomáshoz a következő állomások vannak a legközelebb:
- Gajdospuszta megállóhely (Tiszatenyő–Hódmezővásárhely–Makó-vasútvonal)
- Hagymás megállóhely (Tiszatenyő–Hódmezővásárhely–Makó-vasútvonal)

## Forgalom
A vasútállomáson és a rajta áthaladó vasútvonal egy szakaszán a vasúti forgalom 2009. december 13-án leállt.

## Megközelítése
A vasútállomás Földeák nyugati szélén helyezkedik el, közúti megközelítését a helyi Vasút utca teszi lehetővé.